# Savoy
Formația Savoy este o formație de muzică pop rock/etno rock înființată de compozitorul și aranjorul Marian Nistor, în 1963, la București. Este trupa românească cu cea mai mare stabilitate a componenței din istoria genului. 
Debutează în 1965, sub numele de „Stelele 23“, din formație făcând parte și Ionel Orban la clape. După un spectacol susținut în 1969 pe scena sălii „Savoy“ a teatrului de revistă „Constantin Tănase“ din București, grupul își va desfășura activitatea sub acest nume.
Susțin turnee în toată țara, fie ca formație independentă, fie ca acompaniament pentru soliștii la modă din acea perioadă. Anul 1970 consemnează apariția primului disc (un EP), cuprinzând piesele „Ciobănașul“, „Dorule“, „Mândrulița mea“ și „Melodie din Oaș“. Cu excepția ultimelor două piese – preluări ale unor teme folclorice – tot repertoriul ulterior al grupului este semnat de liderul grupului, Marian Nistor, versurile aparținând unor poeți consacrați. Sunt prezenți pe compilația cu nr. 2 din seria „Formații pop românești“.
În 1972 debutează la Televiziune, devenind o prezență constantă a emisiunilor micului ecran.
Sunt laureați la Galele „Săptămâna Top“ în 1976.
Efectuează repetate turnee în toate țările socialiste și în Franța, Austria și Cuba (1979). La festivalul „Garoafa Roșie“ de la Moscova, ediția 1988, Marian Nistor primește Premiul I de Compoziție pentru piesa „Domnișoară“. 
Nistor are numeroase compoziții înregistrate (și pe discuri) de capetele de afiș ale muzicii ușoare românești (Angela Similea, Mirabela Dauer ș.a.)
Activitatea discografică a trupei este prolifică, albumele fiind solicitate pe piața muzicală a vremii. În afara edițiilor obișnuite, cinci dintre discurile LP – nr. 1, 2, 3, 4, 6 – au fost reunite într-o casetă album.
În 1991 grupul se destramă. 
Marian Nistor formează „New Savoy“ cu fiul său, Radu Nistor (baterie, clape), Cristina Nistor (voce), Clement Iordăchescu (chitară) și Alin Constanțiu (clape).
În 1998 „Savoy“ se regrupează temporar și apar la emisiunea „Duminica în familie“ în componența: Marian Nistor, Ionel Samoilă, Nicolae Rotărescu, George Mitrea, Radu Nistor.
Nistor își continuă activitatea discografică.
În 2002 (6 mai) Nistor primește Premiul de Onoare în cadrul Galei muzicale „O zi între stele“ a Ministerului Culturii și Cultelor.

## Componentă
- Marian Nistor - lider, compozitor, aranjor, voce, chitară, nai, muzicuță, havaiană, clape, banjo (1963-)
- Doina Paraschiv Nistor - vocal (1996-)

### Foști membri
- Nicolae Rotărescu: percuție, vocal (1966-1992)
- Ionel Samoilă: chitara bas, vocal (1966-1992)
- Nicolae Calangiu: clape, vocal (1971-1974)
- Ionel Orban: clape, vocal (1974-1992)
- George Mitrea: percuție, vocal (1966-1992)

## Discografie
- Ciobănașul/Mândrulița mea/Dorul/Cântec de nuntă din Oaș (1969, Electrecord single/45-EDC 10.161)

```
   Formatii de muzica pop(I) L.P. (Compilatie 1975,Electrecord LP/EDE 01071)
```

- Povestea lui Păcală/Salcie, fată de baltă (1976, Electrecord single/45-STM-EDC 10.465)
- Iscălitura de lumină L.P. (1976, Electrecord LP/STM-EDE-01265)
- Formația Savoy L.P.(Compilație 1977, Electrecord LP/ STC 0067)
- Lied cu fluturi L.P. (1978, Electrecord LP/STM-EDE-01496)
- Anotimpuri L.P. (1981, Electrecord LP/ST-EDE 01721, STC 00103)
- Haiducul L.P. (1982, Electrecord LP/ST-EDE 01966, STC 00169)

```
   Melodii ”83 (I) L.P. (Compilatie 1983,Electrecord LP/ST-EDE 02367)
   Melodii ”83 (III) L.P.(Compilatie 1983,Electrecord LP/ST-EDE 02369)
```

- Apa trece, pietrele rămîn L.P. (1984, Electrecord LP/ST-EDE 02284, STC 00222)
- Eu sînt ca viața L.P. (1985, Electrecord LP/ST-EDE 02779, STC 00317)

```
   Formatia Savoy Caseta cu 5 L.P.-URI(1985,Electrecord)
   Meodii ”86 2 L.P. (Compilatie 1986,Electrecord LP/ST-EDE 03073)
```

- Floarea Dorului L.P. (1987, Electrecord LP/ST-EDE 03002)
- Balada ibirilor deschise Angela Similea L.P. (1987,Electrecord LP/ST-EDE 02997)
- Ultimul Romantic L.P. (1988, Electrecord MC/STC 00500)
- Ultimul Romantic 1 L.P. (1988, Electrecord LP/ST-EDE 3301)
- Ultimul Romantic 2 L.P. (1988, Electrecord LP/ST-EDE 3331)
- Garoafă Albă L.P. (1989, Electrecord LP/ST-EDE 3555, STC 581)
- Fă-mă, Doamne, o lacrimă L.P. (1991, Electrecord LP/ST-EDE 4007, STC 00744)
- Biblia și Pușca L.P. (1992, Eurostar LP/CDS 016)
- Visul (Cristinei) L.P. (1993, Eurostar LP/CDS-CS 118)
- Domnișoară L.P. (1994, Eurostar LP/CDS-CS 128)
- Scrisoare pe o frunză de tutun L.P (1995, Eurostar LP/CDS-CS 145)
- Frunza mea albastră CD (1996, Eurostar E-127)

```
   Angela Similea L.P.(Compilatie Electrecord LP/ST-EDE02775)
   Noapte buna,pe maine Corina Chiriac L.P.(Compilatie Electrecord LP/ST-EDE 02281)
   De dragul tau Angela Similea L.P.(Compilatie Electrecord LP/ST-EDE 03435)
   Esti visul meu Mirabela Dauer L.P.(Compilatie Electrecord LP/ST-EDE 02996)    
   Formatii rock L.P.(Compilatie Electrecord LP/EDE 01723)
   In zori Mirabela Dauer L.P.(Compilatie Electrecord PL/ST-EDE 02371)
   Invitatie la discoteca (IV) L.P.(Compilatie Electrecord LP/ST-EDE 02583)
   Invitatie la discoteca (V) L.P.(Compilatie Electrecord LP/ST-EDE 02584)
   Best of Mirabela Dauer L.P.(Compilatie Electrecord LP/ST-EDE 04369)
   Iubirea noastra Radu Nistor L.P.(Compilatie Eurostar LP/CDS-057)
   Un albastru infinit Angela Similea L.P.(Compilatie Electrecord LP/EDE 01448)
   Canta-mi lautare  CD (1996,Metropol)
```

- Daruri pentru Andreea CD (1997, Metropol)
- Evanghelina CD (1997, Metropol)
- Best CD (1998, Metropol)
- Best 2 CD (Compilație 1999, Metropol)
- Biblia și pușca CD (1999, Metropol)
- Un om și-un câine CD (1999 ,Metropol)
- Best 3/Dor de tine CD (Compilație 2000, Metropol)
- Cântec românesc 1 CD (2001, Metropol)
- Cântec românesc 2 CD (2001, Metropol)
- Nostalgie CD (2001, Metropol)
- Colind de dragoste CD (2002, Metropol)
- Best 4/Ce frumos e omul CD (2002, Metropol)
- Nostalgie CD (2003, RBA)
- Zorile de dimineață CD (2004, Metropol)
- Țigăncușa CD (2005, Metropol)
- Best 5/Frumoasa pescariță CD (2005, Metropol)
- Septembrie CD (2005, RBA)
- Zorile de dimineață CD  (2005, RBA)
- Best 6/O viață și încă o zi CD (2007, Electro Star)
- Povestea lui Păcală CD (2007, Electro Star)
- Decembrie CD (2007, RBA)
- Remember'" CD (2008, Revista Taifasuri)
- Nostalgie CD (2008, Revista Taifasuri)
- Best of CD (2008, Intercont)
- Zorile de dimineață CD (2008, Intercont)
- Balada șoferului CD (2008, Intercont)
- Country CD (2008, Intercont)
- Best of CD (2009, Intercont)
- Evanghelina CD (2009, Intercont)
- Colindători pe caii de zăpadă CD (2011, Spiros Galati)
- Best of Domnișoara CD (2015, Roton)
- Best of Frunza mea albastră CD (2015, Roton)
- Colinde de dor și neuitare CD (2015)
- Best 7/Mulțumesc iubită mamă CD ( 2018, Eurostar)
- Best 8/Pe lumea asta tu ești un inel CD ( 2018, Eurostar)
- Best 9/Nimeni nu ne desparte CD ( 2019, Eurostar)
- Doi colindători romantici CD (2019, Eurostar)

```
   Best 10/Craiasa apelor CD (2021,Eurostar)
   Capitane de judet CD (2021,Eurostar)
```